# Biserica de lemn din Gura Văii

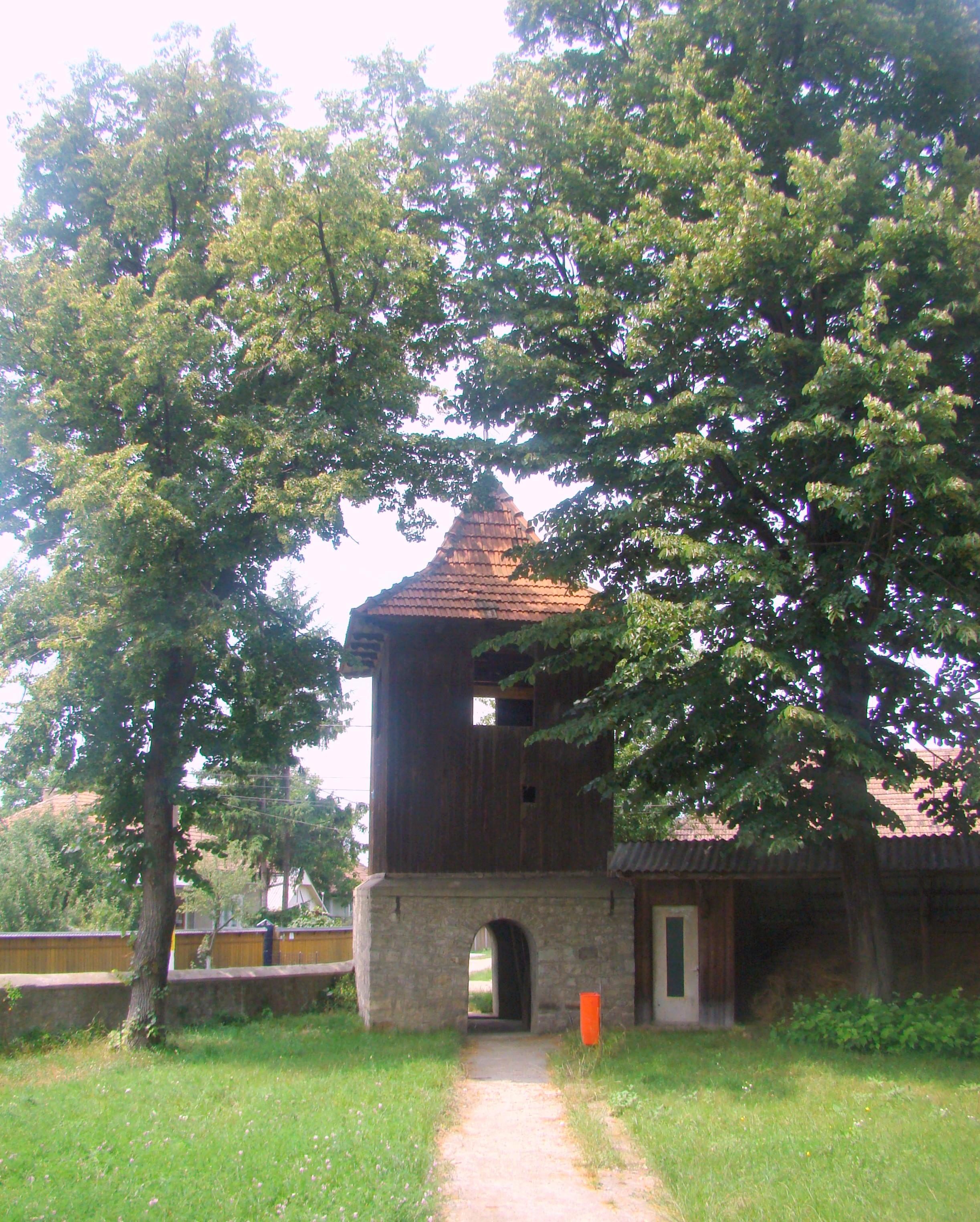
Turnul-clopotniță

Biserica de lemn din satul Gura Văii, comuna Gura Văii, județul Bacău, a fost ridicată în anul 1680.  Are hramul „Sfântul Nicolae". Figurează pe Lista Monumentelor Istorice din anul 2010 cu indicativul  BC-II-m-B-00843. 

## Istoric și trăsături
Edificiul a fost ridicat în arealul fostului sat Râpile de Sus și, în prezent, se află în cătunul Gura Văii de Sus. A fost construită din lemn în anul 1680, cu modificări și adăugiri în anul 1912. Obiectele de patrimoniu au fost duse la Mănăstirea Bogdana.

## Imagini

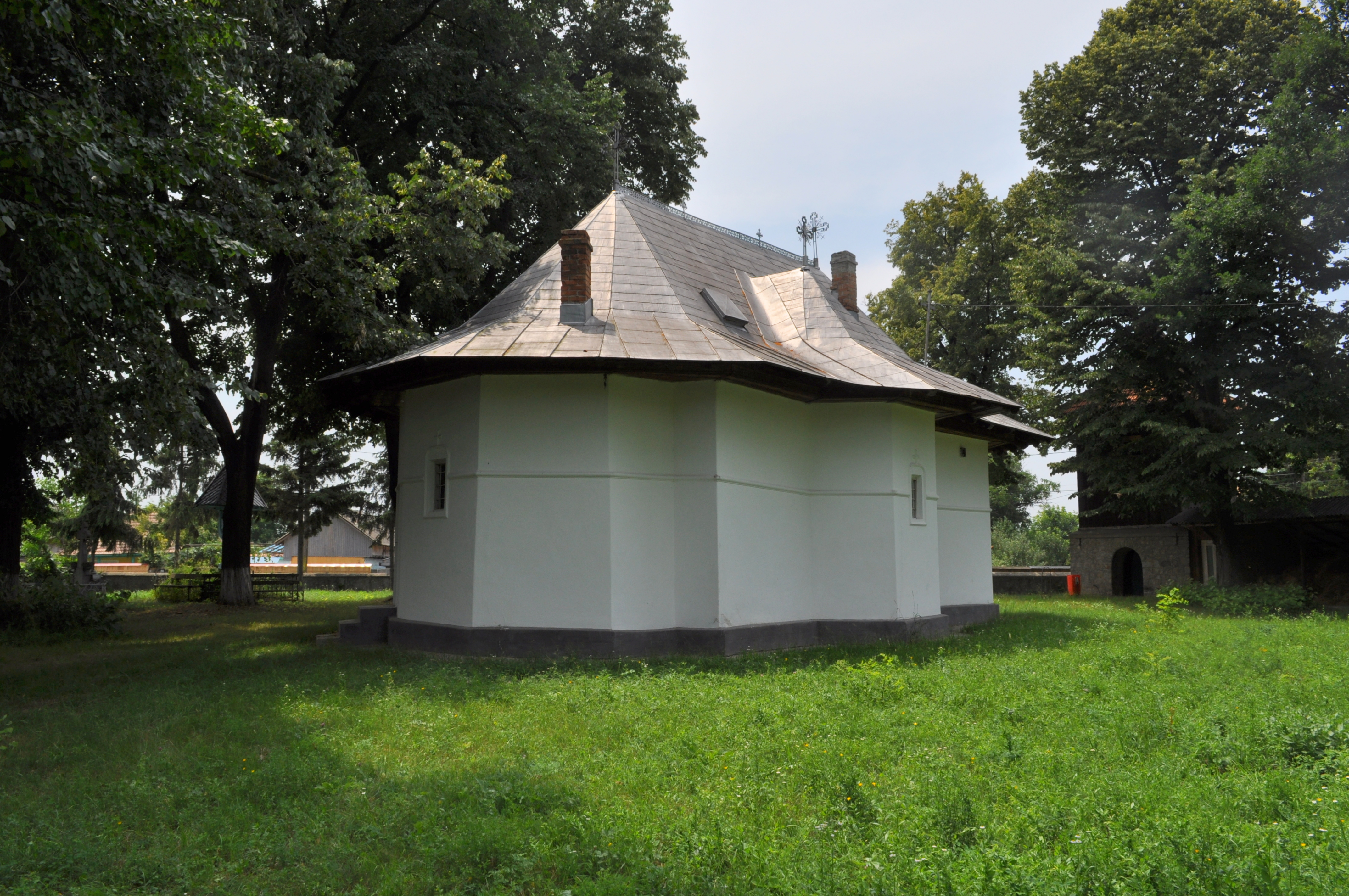
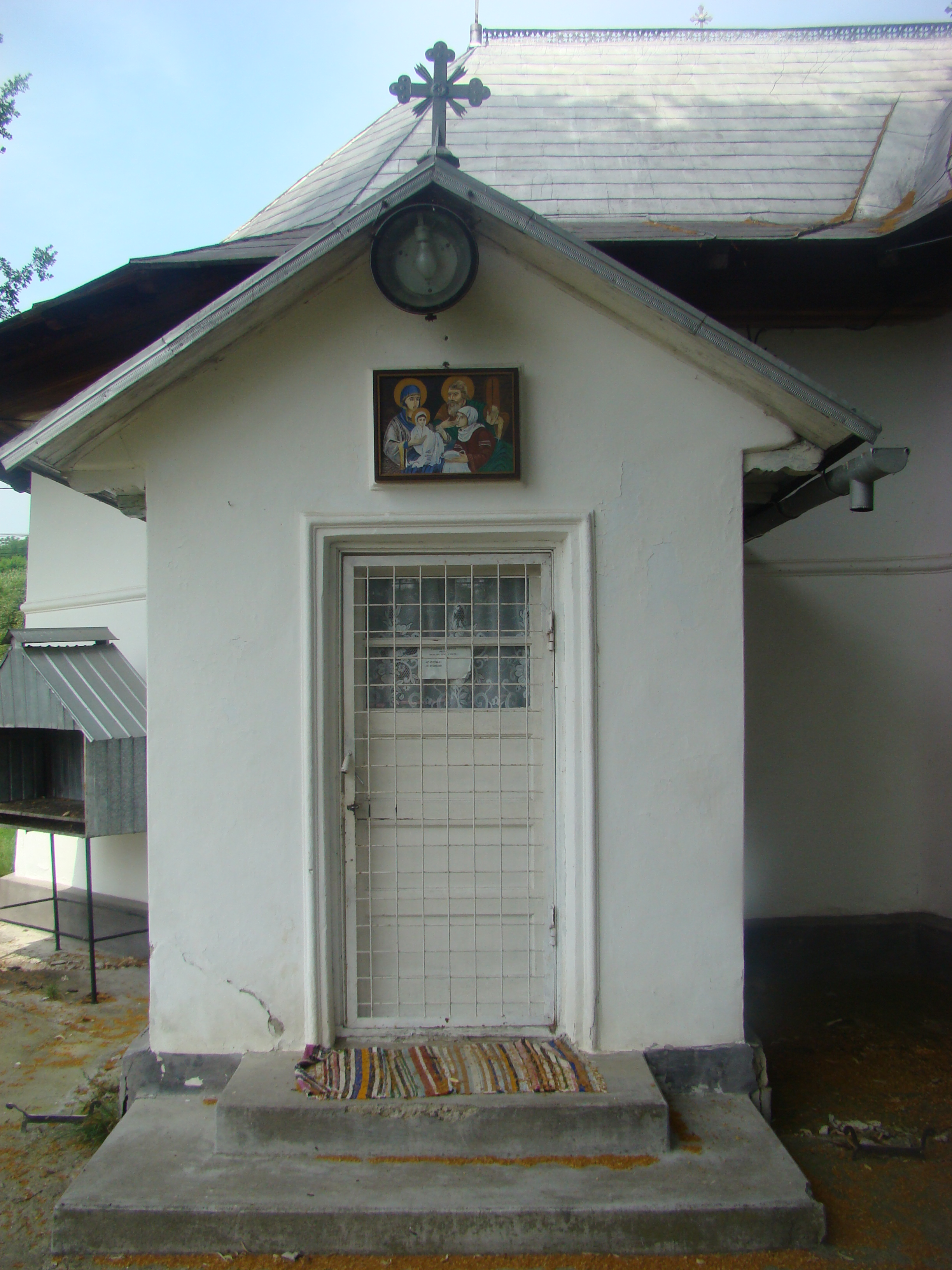
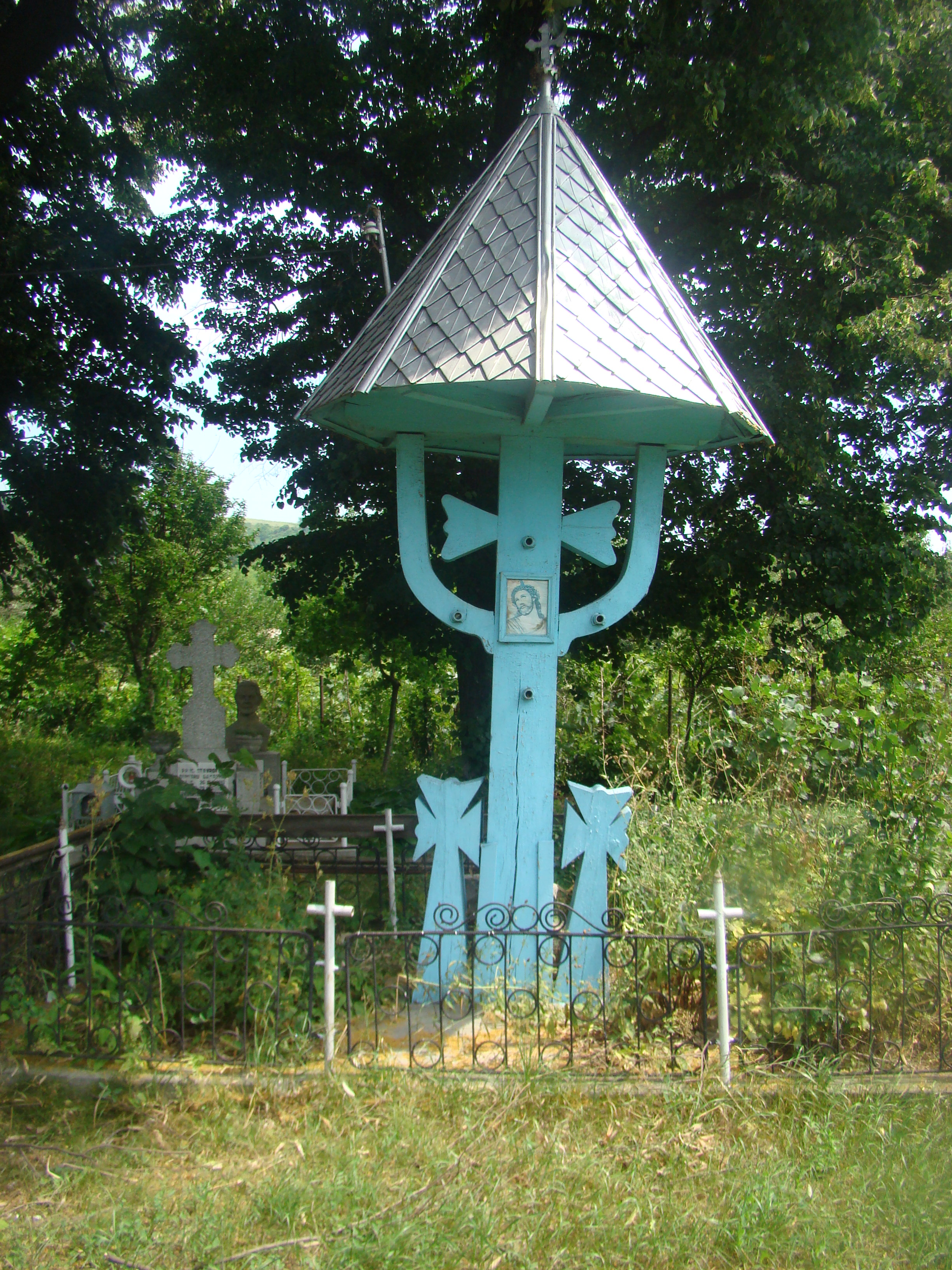
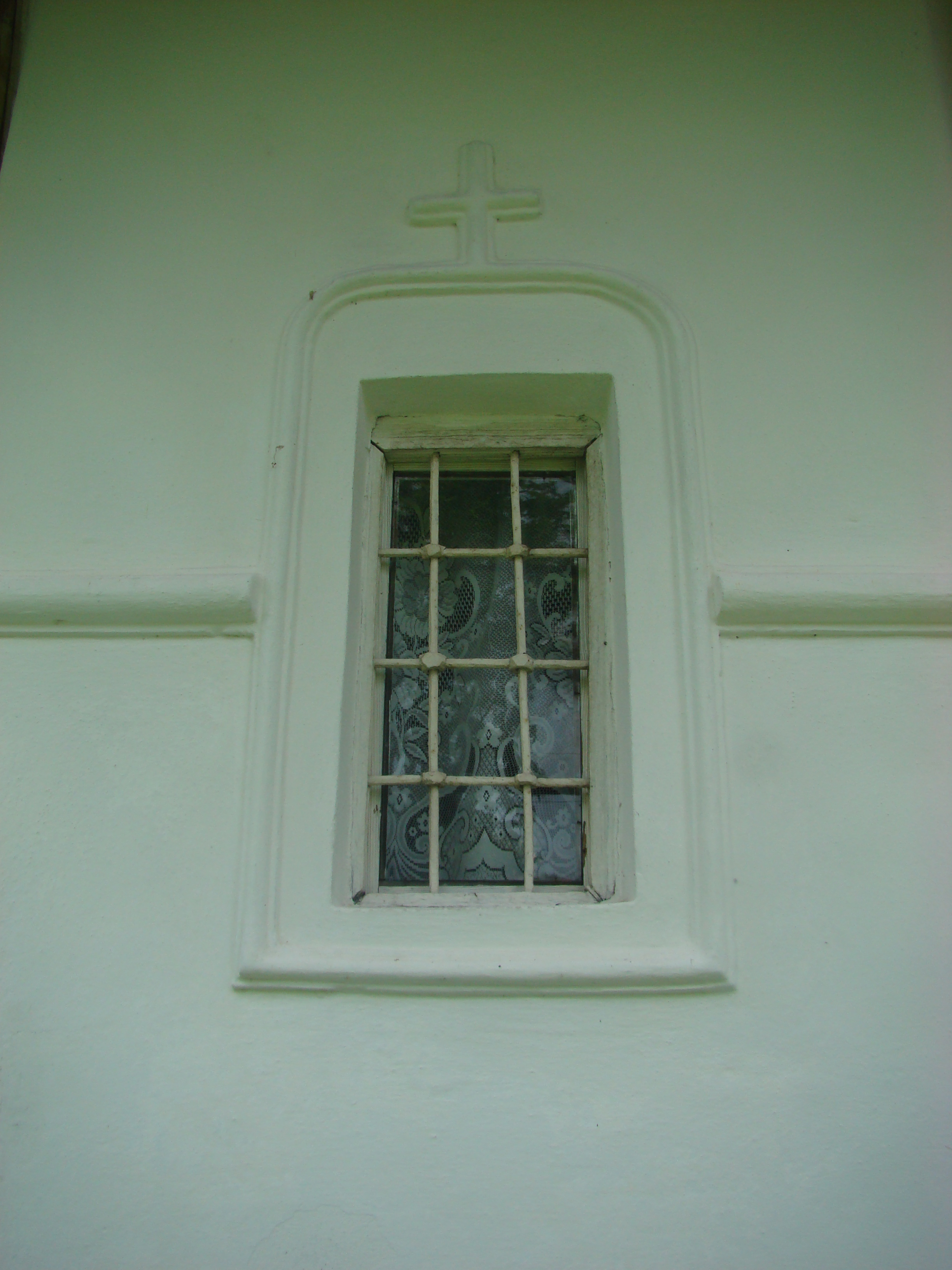
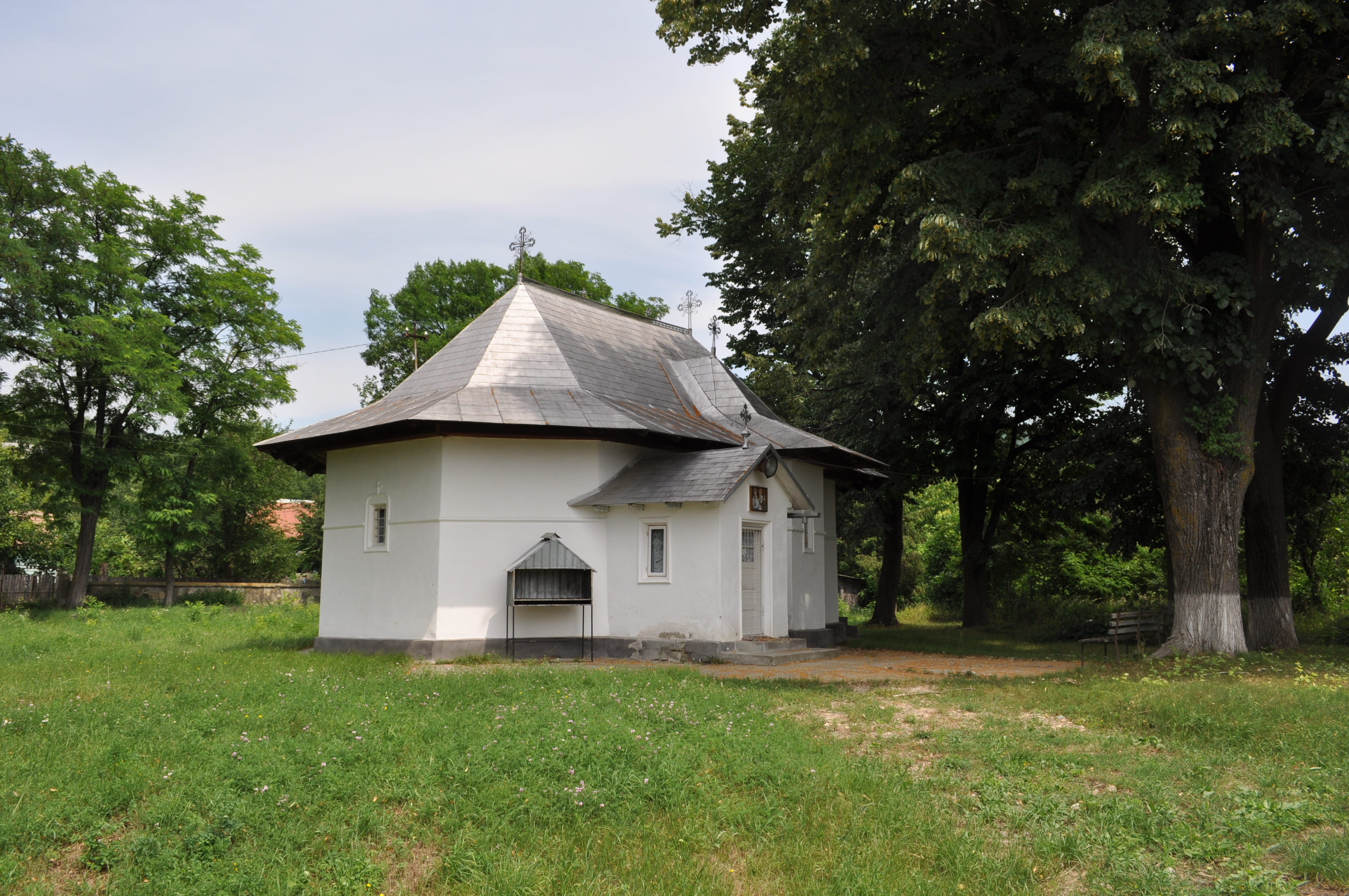